# Nati nel 1140
| Questa pagina contiene informazioni ricavate automaticamente dalle voci biografiche con l'ausilio del template Bio e di un bot. L'aggiornamento è periodico e automatico e ricostruisce completamente la pagina. Se manca una persona in questa lista, sei pregato di non aggiungerla, ma accertati piuttosto che la sua voce biografica contenga il template Bio e che i dati anagrafici siano correttamente compilati. Se il template Bio manca, inseriscilo tu stesso o, in alternativa, metti l'avviso {{tmp\|Bio}} che ne segnala la mancanza. Se i dati riportati sono sbagliati, correggi direttamente la voce biografica; le modifiche saranno visibili in questa lista entro pochi giorni. Per chiarimenti vedi il progetto biografie. La lista contiene solo le 20 persone che sono citate nell'enciclopedia e per le quali è stato implementato correttamente il template Bio. Pagina aggiornata al 18 ago 2025. |

- Alan fitz Walter, cavaliere medievale scozzese († 1204)
- Radulfus Ardens, teologo francese († 1200)
- Daniele di Morley, filosofo e astronomo britannico († 1210)
- Davide Rostislavič, nobile russo († 1197)
- Enrico FitzGerold, nobile e cavaliere medievale britannico († 1174)
- Guillelmus de Montibus, teologo inglese († 1213)
- Liang Kai, pittore cinese († 1210)
- Luca Campano, arcivescovo cattolico e abate italiano († 1227)
- Manfredo II di Saluzzo, marchese italiano († 1215)
- Giambuono de' Medici († 1192)
- Stefano di Perche, arcivescovo cattolico francese († 1169)
- Raimondo III di Tripoli, cavaliere medievale francese († 1187)
- Raimondo Berengario II di Provenza, conte († 1166)
- Simone II di Lorena, duca francese († 1206)
- Valdo di Lione, teologo francese
- Volchero di Erla, patriarca cattolico tedesco († 1218)
- William de Beaumont, III conte di Warwick, nobile († 1184)
- Agalbursa de Cervera, nobile spagnola
- Beatrice de Dia, trobairitz francese
- Azalaïs de Porcairagues, trobairitz francese († 1177)